# Czapka garnizonowa

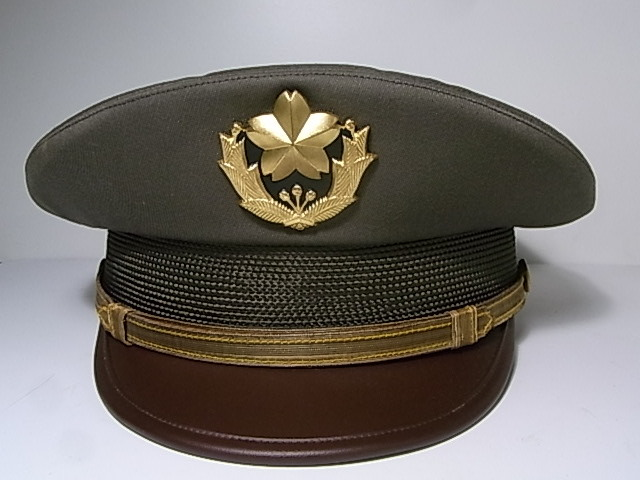
Czapka garnizonowa Japońskich Sił Samoobrony

Czapka garnizonowa – nakrycie głowy będące częścią munduru (zwykle wojskowego).

## W Polsce

### Wojsko Polskie
W Siłach Zbrojnych RP czapki garnizonowe nosi się do ubioru galowego, wyjściowego i służbowego. Czapki garnizonowe noszą żołnierze (tylko mężczyźni) Sił Powietrznych i Marynarki Wojennej (wraz z jednostką nr 4026). W Wojskach Lądowych obowiązuje charakterystyczna czapka garnizonowa – rogatywka.

#### Siły Powietrzne

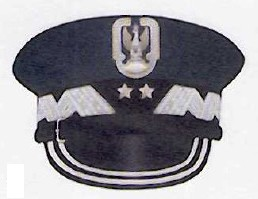
Czapka garnizonowa generała dywizji Sił Powietrznych

Czapka garnizonowa w Siłach Powietrznych jest koloru stalowego z czarnym otokiem. Posiada czarny daszek. Na czapkach garnizonowych lotnictwa umieszczony jest orzeł Sił Powietrznych haftowany srebrzystym bajorkiem na podkładce barwy czarnej. Korona, dziób i szpony haftowane bajorkiem złocistym.
Występuje kilka odmian czapki garnizonowej: dla szeregowców i podoficerów, oficerów młodszych, oficerów starszych oraz generałów. Wariant dla oficerów młodszych posiada naszyty na całym łuku daszka tuż przy jego krawędzi jeden galon, wersja dla oficerów starszych natomiast posiada dwa galony. Czapki generalskie posiadają dwa galony oraz wężyk generalski na otoku.

#### Marynarka Wojenna

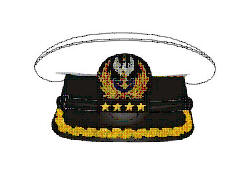
Czapka garnizonowa admirała

Czapka garnizonowa w Marynarce Wojennej jest koloru białego z czarnym otokiem. Występują dwie czapki: zwykła oraz letnia.
Oprócz tego podobnie jak w Siłach Powietrznych występują różnicę w czapkach dla poszczególnych korpusów osobowych. Czapka garnizonowa dla marynarzy nie posiada daszka. Na otoku posiada złoty napis MARYNARKA WOJENNA. Posiada znak orła Marynarki Wojennej wykonany z blachy srebrzystej, z wewnętrznym niebieskim polem tarczy amazonek i nałożoną na tarczę złocistą kotwicą oplecioną złocistą liną kotwiczną. Czapka dla podoficerów i podchorążych posiada czarny daszek oraz znak orła Marynarki Wojennej haftowany srebrzystym bajorkiem na podkładce barwy czarnej, ujęty półwieńcem podoficerskim z liści wawrzynu; korona, dziób, szpony, kotwica z liną kotwiczną oraz półwieńce haftowane złocistym bajorkiem, wnętrze tarczy jest barwy niebieskiej. Natomiast czapka dla oficerów posiada znak orła Marynarki Wojennej haftowany srebrzystym bajorkiem na podkładce barwy czarnej, ujęty półwieńcem oficerskim z liści wawrzynu; korona, dziób, szpony, kotwica z liną kotwiczną oraz półwieńce haftowane złocistym bajorkiem, wnętrze tarczy jest barwy niebieskiej. Ponadto oficerowie młodsi posiadają na daszku naszyty jeden złoty galon, starsi natomiast dwa. Na daszku czapki admiralskiej umieszczony jest wężyk admiralski.
Od stopnia chorążego na czapkach garnizonowych marynarki umieszcza się oznaczenia stopni na pasku skórzanym.

### Inne służby
Czapki garnizonowe noszą do swoich mundurów także funkcjonariusze niektórych innych formacji zmilitaryzowanych, np. Policji, Straży Granicznej.